# Markus Zoecke
Markus Zoecke (ur. 10 maja 1968 w Berlinie) – niemiecki tenisista, reprezentant w Pucharze Davisa.

## Kariera tenisowa
Grał w tenisa od 12 roku życia.
Jako zawodowy tenisista występował w latach 1989–1996.
Pierwsze sukcesy Zoecke odnotował w 1989 roku w cyklu ATP Challenger Tour. W 1991 roku był w finale turnieju o randze ATP World Tour w Guarujrze, gdzie przegrał z Javierem Franą. Dzięki innym występom w tym czasie (półfinał w Waszyngtonie, półfinał w Aucland, III runda wielkoszlemowego Australian Open, 4 runda w Miami) awansował na najwyższą w karierze pozycję rankingową – nr 48 w notowaniu z 23 marca 1992. W ciągu całej kariery sportowej nie udało mu się poprawić wielkoszlemowego wyniku, ale docierał do 3 rundy jeszcze 2–krotnie – w 1994 roku na Wimbledonie wyeliminował Petra Kordę, a przegrał z Jeremym Batesem i w tym samym roku w Nowym Jorku w 1 rundzie pokonał ówczesnego wicelidera rankingu Gorana Ivaniševicia, ale uległ Gianluce Pozziemu. W 1994 roku Niemiec wygrał zawody ATP World Tour, w Sun City pokonując w finale Hendrika Dreekmanna.
W 1995 roku Zoecke wygrał deblową rywalizację w Newport na kortach trawiastych, mając za partnera Jörna Renzenbrinka. W finale Niemcy okazali się lepsi od Paula Kilderry'ego i Nuno Marquesa.
Zoecke 3–krotnie wystąpił w reprezentacji Niemiec w Pucharze Davisa. W 1992 roku zastąpił kontuzjowanego Borisa Beckera w meczu z Brazylijczykiem Jaimem Oncinsem w Rio de Janeiro, ulegając mu w 5 setach po 5 godz. i 20 min. gry. Porażka przesądziła o przegranej zespołu niemieckiego. Pozostałe spotkania Zoecke grał jako rezerwowy w pojedynkach, niemających wpływu na wyłonienie zwycięskiej reprezentacji i rozgrywanych do dwóch wygranych setów – w 1992 roku w walce o pozostanie w grupie światowej rozgrywek pokonał Belga Barta Wuytsa, a w 1995 roku przegrał w Karlsruhe z Chorwatem Goranem Ivaniševiciem.
Po zakończeniu kariery zawodniczej Zoecke zajął się pracą trenera, udzielał się również jako komentator telewizyjny tenisa.

### Finały w turniejach ATP World Tour
| Legenda                                      |
| -------------------------------------------- |
| Wielki Szlem                                 |
| Igrzyska olimpijskie                         |
| Tennis Masters Cup / ATP Finals              |
| ATP Masters Series / ATP Tour Masters 1000   |
| ATP International Series Gold / ATP Tour 500 |
| ATP International Series / ATP Tour 250      |

#### Gra pojedyncza (1–1)
| Końcowy wynik | Nr | Data                 | Turniej  | Nawierzchnia | Przeciwnik        | Wynik finału     |
| ------------- | -- | -------------------- | -------- | ------------ | ----------------- | ---------------- |
| Finalista     | 1. | 27 października 1991 | Guajará  | Twarda       | Javier Frana      | 6:2, 6:7(1), 3:6 |
| Zwycięzca     | 1. | 3 kwietnia 1994      | Sun City | Twarda       | Hendrik Dreekmann | 6:4, 6:1         |

#### Gra podwójna (1–0)
| Końcowy wynik | Nr | Data          | Turniej | Nawierzchnia | Partner          | Przeciwnicy                | Wynik finału |
| ------------- | -- | ------------- | ------- | ------------ | ---------------- | -------------------------- | ------------ |
| Zwycięzca     | 1. | 16 lipca 1995 | Newport | Trawiasta    | Jörn Renzenbrink | Paul Kilderry Nuno Marques | 6:1, 6:2     |